# Abbaye de Dunbrody
L'abbaye de Dunbrody (en irlandais : Mainistir Dhún Bróithe) est une ancienne abbaye cistercienne fondée en 1170 et située à dix kilomètres à l'est de Waterford dans le comté de Wexford, en Irlande.
Fondée en 1170, elle se développe tout d'abord assez lentement, puis devient une des abbayes les plus prospères d'Irlande et le reste durant deux siècles. Ensuite, fréquemment attaquée, elle s'appauvrit et finit par disparaître lors de la dissolution des monastères en 1539.
L'abbatiale, construite au XIIIe siècle suivant un plan cruciforme est, avec ses 59 mètres de longueur, une des plus grandes d'Irlande.

## Histoire

### Fondation
Après l'invasion normande de l'Irlande, Hervé de Montmorency, oncle de Richard FitzGilbert de Clare, décida en 1175 (d'autres sources mentionnent 1170 ou 1171) de fonder une abbaye à Dunbrody. Il accorda un octroi sur les terres environnantes aux moines de Bildewas dans le Shropshire en Angleterre, à condition de construire une abbaye pour des moines cisterciens ou pour l'ordre blanc (à cause la couleur de leurs coule) et à la condition qu'il y ait un sanctuaire dans l'abbaye pour tous les malfaiteurs. Consacrée « à Sainte-Marie, à jamais Sainte Vierge, et à Saint-Benoît », elle était parfois appelée l'« abbaye de Sainte-Marie de Port », à cause du refuge qu'elle constituait.
L'abbaye de Dunbrody aurait donc dû être fille de l'abbaye de Buildwas en Angleterre, elle-même fille de l'abbaye de Clairvaux. À cet effet, l'abbaye anglaise envoya un frère convers rendre compte de l'état de la terre donnée aux cisterciens ; le rapport qu'il fit découragea Buildwas de s'implanter là : en effet, arrivé dans un pays désert, il avait dû s'abriter durant la nuit dans un chêne creux. En revanche, la donation fut transférée à l'abbaye Sainte-Marie de Dublin. C'est en 1182 que l'abbaye fut officiellement fondée, sous le nom de Portus sanctae Mariae.
Hervé de Montmorency fut le premier abbé du monastère. Il y mourut en 1205, à 75 ans, et fut enseveli dans l'abbaye. L'abbaye est confirmée dans son existence par Lucius III, durant le bref temps de son pontificat, donc entre 1181 et 1185.

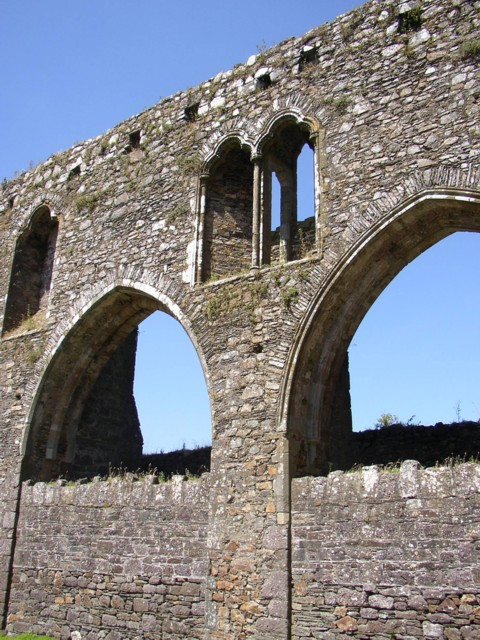
L'élévation nord de l'église abbatiale. Les arcades ont été partiellement murées.

### L'abbaye au Moyen Âge
Dunbrody se développe lentement : la construction d'une église abbatiale durable, en pierres, ne débute qu'en 1210, soit plus de trente ans après la fondation de l'établissement. Fait relativement rare, Dunbrody est située à proximité immédiate d'une autre abbaye cistercienne, celle de Tinternparva.
L'abbaye devient florissante au cours des siècles suivants, jusqu'à devenir une des plus puissantes abbayes cisterciennes irlandaises, dotée d'une communauté nombreuse et riche de son travail (en particulier, l'élevage ovin et la transformation de la laine) ; les terres possédées à l'apogée de l'expansion recouvraient 13 000 acre, soit environ 5 260 hectares. L'affairisme des moines est d'ailleurs remarqué : en 1355, William de Ross, l'abbé de Dunbrody, ainsi que les moines Adam et Hugh Barry, sont accusés d'avoir emprisonné un certain Thomas Herlyn, moine de Tintern et volé deux de ses chevaux, d'une valeur de quarante shillings, puis d'avoir expulsé l'abbé de Tinternparva, Thomas de Wiggemore, en lui confisquant trois chevaux estimés à huit marks. Les moines de Dunbrody sont acquittés.
À la fin du Moyen Âge, l'abbaye s'appauvrit, ayant notamment à souffrir d'attaques fréquentes de bandes armées, notamment d'Art Mor mac Art MacMurrough Kavanagh. C'est une abbaye à moitié abandonnée qui est dissoute en 1536.

### La dissolution
L'abbaye fut dissoute en 1536, en plein schisme entre anglicans et catholiques. Sa fin fut actée en 1542 quand Alexander Devereux, le dernier abbé de Dunbrody, céda au roi Henri VIII d'Angleterre, à ses héritiers et successeurs, l'abbaye et tous ses biens. Alexander Devereux se convertit à l'anglicanisme et devint évêque de Ferns.
Les terres et l'abbaye devinrent la possession de la famille Etchingham. En 1642, Jane Etchingham, l'héritière, épousa le second comte de Donegall, dont les descendants (la famille Chichester) possèdent encore les terres. Les bâtiments furent remis en 1911 à l’Office of Public Works (en) d'Irlande, qui assure la conservation des ruines.

## Architecture

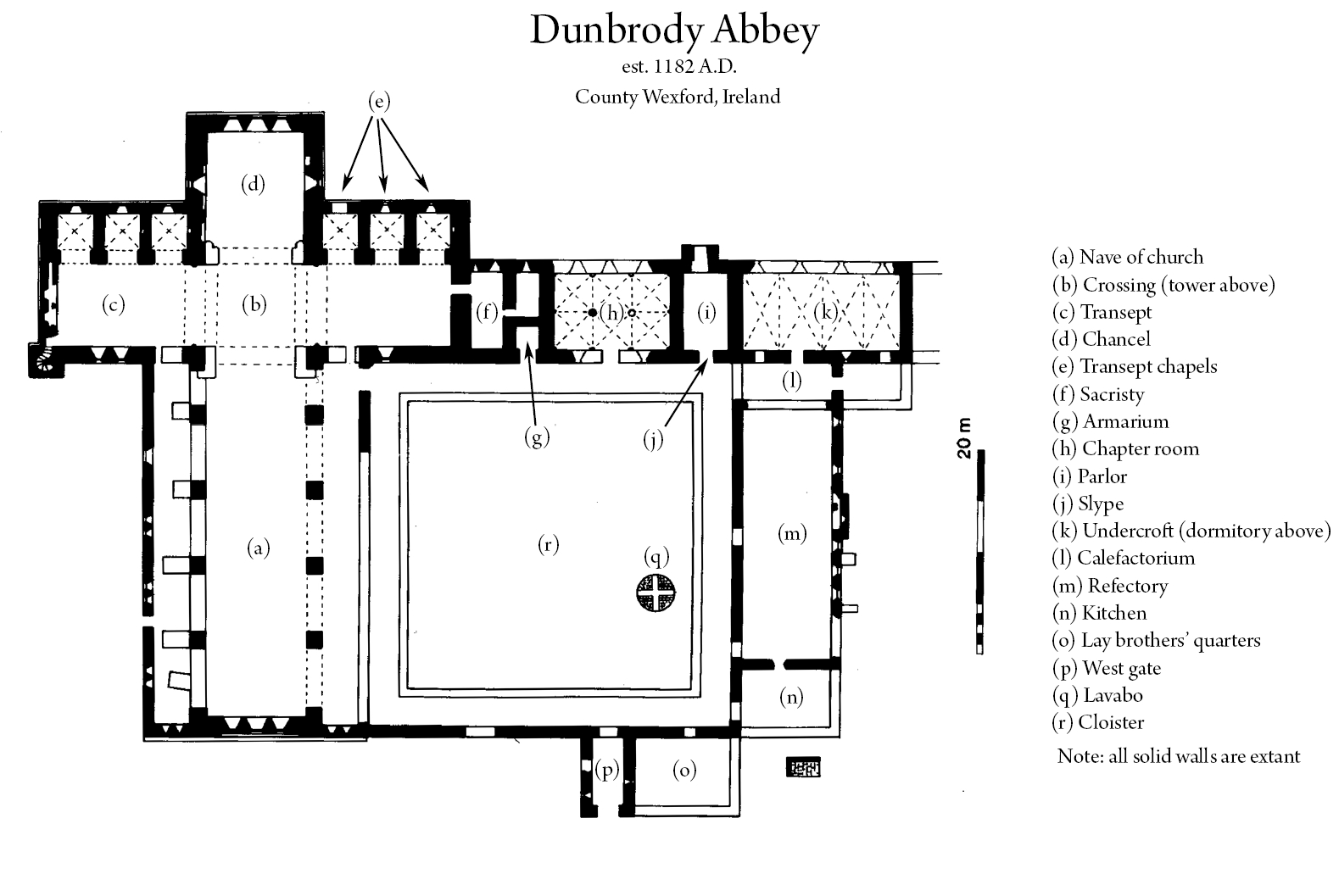
Plan originel de l'abbaye avant sa destruction.

### Église abbatiale
L'abbatiale est un bâtiment cruciforme typique tourné vers l'Est, avec une petite chapelle dans chaque transept. Sa construction se situerait entre 1210 et 1240. La tour-lanterne, située à la croisée du transept, date du XVe siècle. Elle est presque intacte, au contraire du reste de l'abbaye, quasiment entièrement ruiné. Le chevet plat, typiquement cistercien avec son triplet de lancettes, est également assez bien conservé.

### Cloître et bâtiments conventuels
Les bâtiments conventuels et le cloître sont au sud de la nef. Il n'en reste aujourd'hui que le carré extérieur formant l'enceinte du monastère proprement dit.

## Protection
L'abbaye est protégée au titre de son inscription en tant que Monument national, avec le N° 192.